# りびんぐでっど!
『りびんぐでっど!』は、さとによる日本の漫画作品。『週刊少年チャンピオン』（秋田書店）にて、2010年51号から2011年2・3合併号まで短期集中連載された後、同誌で2011年24号から同年32号まで再び短期集中連載。2度の短期連載を経た後、2011年34号から本格連載となり、2012年34号まで連載された。全59話。

## 概要
この作品は、平凡な少年とゾンビになった少女の奇妙な同居生活を描いたコメディである。少女の体がバラバラになったり、内臓がはみ出たりするグロテスクな描写もあるが、基本的にはコメディタッチで描かれた軽快なギャグ漫画であり、若干ラブコメの要素も含まれている。

## あらすじ
灰田もなこ（享年16）は、死の淵から蘇ったゾンビなのだ!!
青山圭太は、灰田もなこが好きだった。でも、告白することもできないまま、彼女は死んでしまった。ところが、彼女の葬式があった日の夜、圭太の部屋に死んだはずのもなこがゾンビとなってやってきた。行くあての無い彼女は圭太を頼って来たのだった。半ば脅迫される形で彼女を家に泊めることになったその日から、圭太とゾンビ少女との奇妙な共同生活が始まった。ゾンビとなった自分の身の上を、さほど気にすることも無く、もなこは今日も圭太の家に居候している。

## 登場人物
青山 圭太（あおやま けいた）
主人公。同級生のもなこに片想いしていたが、告白するどころか会話すらまともに出来ないでいる内に、もなこが死んでしまったことを悔やんでいた。彼女への想いを綴った痛々しい内容のラブレターを棺桶に入れて別れを告げたが、その手紙をネタに脅され、ゾンビとなったもなこを家に泊めることとなる。もなこの扱いに手馴れるようになってきたが、そのせいで酷い目にあうことも多い。
灰田 もなこ（はいだ もなこ）
ゾンビ娘。享年16。階段から落ちて死亡した後、ゾンビとなって甦る。生前は1人暮らしをしており、自分の死後住んでいた家が引き払われてしまったため、行くあてが無くなり、自分にラブレターを出した圭太の家に泊めてもらうことにする。当初は青山家でゴロゴロしているだけだったが、後に焼肉屋でアルバイトをするようになる。
髪型はツインテールで、死体であるため肌は土気色をしている。物事をあまり深く考えない性質なのか、死んだこともゾンビとなってしまったことも、あまり気にせず、のんきに過ごしている。空腹になると理性を失い、人を襲って食べようとするが、肉であれば何でもいいので、人を襲わなくても生きて（?）いける。体は非常にもろく、首や手足が簡単に取れてしまうが、ゾンビなので体が真っ二つになっても死なない（?）。取れた体の部位を繋げ直すために木工用ボンドを持ち歩く。
水森 アンリ（みずもり アンリ）
もなこの親友。オカルトマニア。圭太のことが好きで、圭太ともなこの間に特別な関係があるのではと勘ぐっている。
もなこがゾンビになったことを知る数少ない1人。もなことケンカしたまま死に別れてしまったことを気に病んでいたが、ゾンビとなったもなこと再会し、仲直りする。
青山夫妻
圭太の両親。共に楽観的でおおらかな性格。圭太の考えた適当な言い訳を本気で信用し、もなこを家に引き取ることを了承する。
結婚して何年もたった今でも毎年結婚記念日には旅行に行くなど、かなりのおしどり夫婦。
黒川 満子（くろかわ みつこ）
圭太のクラスの担任。独身。アラサー。もなこが死んで以来、熱血教師に目覚め、暑苦しいキャラになってしまった。
緑川 翔人（みどりかわ しょうと）
もなこのバイト先「うしかく」で働く同僚。16歳。イケメン。もなこのことが気になる。好意がエスカレートしてストーカーっぽい発想に陥ることも。
白井 玉美（しらい たまみ）
西大☆病院の医者。もなこを診察し、肉体的には死んでいるはずなのに生きている（?）ことに疑問を抱く。
ロボオタク
本名は赤城卍（まんじ）。大学でロボット研究会に所属しているロボットオタクで、人間に似たリアルなロボットを作ることに情熱を燃やしている。
もなこがロボットで、圭太をその開発者だと勘違いしており、圭太のことを「師匠」と慕っている。
ズッコケ3人組
近所の小学生。「トレルンジャー」という体が分離する特撮ヒーローが好き。体をバラバラにできるもなこを「トレルンジャー」の一員と信じ、懐いている。
紫野 あいす（しの あいす）
ゾンビマニアの女の子。15歳。親の仕事の都合で、青山家の近所に住むおばさんの家に暮らすことになった。本物のゾンビであるもなこに深い興味を抱く。
紺野（こんの）
もなこのバイト先「うしかく」で働く女の子。店長のことが好き。
お父さん（おとうさん）
青山家の近所に住む老人の飼い犬。本名はジョージ。もなこの父親に似ているため、もなこから「お父さん」と呼ばれている。

## 単行本
- さと『りびんぐでっど！』 秋田書店〈少年チャンピオン・コミックス〉、全4巻
  1. 2011年10月7日発売 ISBN 978-4-253-21197-0
  2. 2012年2月8日発売 ISBN 978-4-253-21198-7
  3. 2012年6月8日発売 ISBN 978-4-253-21199-4
  4. 2012年9月7日発売 ISBN 978-4-253-21200-7